# 중통버스
중통버스(영어: Zhongtong Bus, 중국어 간체자: 中通客车, 병음: Zhōngtōng Kèchē)는 중국 산둥성 랴오청시에 본사를 둔 버스 메이커이며 선전 증권 거래소에 상장되어 있다.

## 연혁
1958년에 랴오청 차량 제조 및 수리 공장으로 설립되었으며 1971년에 버스를 생산을 시작하였고 1998년에 현재 이름인 중통버스로 사명을 변경하였다.

## 주요 모델
- 중통 매그넘
- 중통 아데오나

## 운영
중통버스는 회사 시설의 총 바닥 면적이 약 300,000 제곱미터라고 밝혔다.자회사인 신장 위구르 중통버스는 2007년에 가동을 시작한 생산 라인을 책임지고 있다.

## 같이 보기
- 한신자동차 - 수입 대행사